# Facel Vega FV
Der Facel Vega FV war ein Luxusautomobil, das der französische Automobilhersteller Facel S.A. in den Jahren 1955 bis 1958 baute.

## Entwicklung
Die Geschichte des FV begann bereits einige Jahre vor der Gründung des späteren Herstellers. Schon Ende 1951 entwarf Jean Daninos, der spätere Gründer von Facel, einen ersten Prototyp. Er wurde auch gleich gebaut und in den ersten Monaten des folgenden Jahres auf der Straße getestet. Nach und nach wurde der Prototyp mechanisch weiter verbessert und die Ausstattung geriet immer luxuriöser.
Erstmals wurde der Wagen am 29. Juli 1954 der Öffentlichkeit vorgestellt, aber die offizielle Präsentation war erst im Oktober desselben Jahres.
Ab Februar 1955 begann der Verkauf des neuen Fahrzeuges.

## Modelle
Der Facel Vega FV war einer der ersten sogenannten Hybriden, die europäische Karosserien mit amerikanischer Antriebstechnik verbanden.

### FV
Der FV war ein luxuriöses, zweitüriges Stufenheckcoupé mit zwei vollwertigen Sitzplätzen vorne und zwei Notsitzen im Fond. Er war sehr ausgefeilt, leistungsstark und schnell. Seine elegante, dynamische Linie und sein tiefer Schwerpunkt kaschierten seine imposanten Abmessungen.
Seine Frontschürze schien fast den Asphalt zu berühren, während das Heck einen Ansatz von Flossen zeigte, in die kleine Rücklichter integriert waren.
Der Motor des FV war ein Chrysler-V8-Motor, wie auch bei den übrigen Modellen von Facel Vega mit Ausnahme des Facellia und seiner Nachfolger. Insbesondere trieb dieser Motor auch einige Modelle von DeSoto an, einer US-amerikanischen Tochtermarke von Chrysler. Der Motor hatte einen Hubraum von 4528 cm³ und entwickelte eine Leistung von 180 PS (132 kW) bei 4400/min. Zwischen Motor und dem Viergang-Handschaltgetriebe, das die Société Pont-à-Mousson zulieferte, war eine Einscheiben-Trockenkupplung von Borg & Beck eingebaut. Die hydraulische Bremsanlage mit ihren Aluminium-Trommelbremsen mit 280 mm Durchmesser an allen vier Rädern konnte allerdings weniger überzeugen. Die Handbremse wirkte über Seilzüge auf die Hinterräder. Die Rollenlenkung kam von Gemmer France, der Wendekreis war 10,4 m.
Die Vorderräder waren einzeln an doppelten Dreieckslenkern mit Schraubenfedern, Stabilisator und hydraulischen Teleskopstoßdämpfern aufgehängt. Die starre Hinterachse von Salisbury war ebenfalls mit hydraulischen Teleskopstoßdämpfern und Schraubenfedern ausgerüstet. Je nach Hinterachsübersetzung erreichte der FV Höchstgeschwindigkeiten zwischen 172 und 194 km/h. Der Benzinverbrauch lag bei 16–19 l / 100 km. Ein Benzintank mit 100 l Inhalt gewährleistete eine ausreichende Reichweite.
Der FV wurde nur zwei Monate lang gebaut. In dieser Zeit entstanden 13 Exemplare, alle mit Coupé-Karosserie.

### FV1

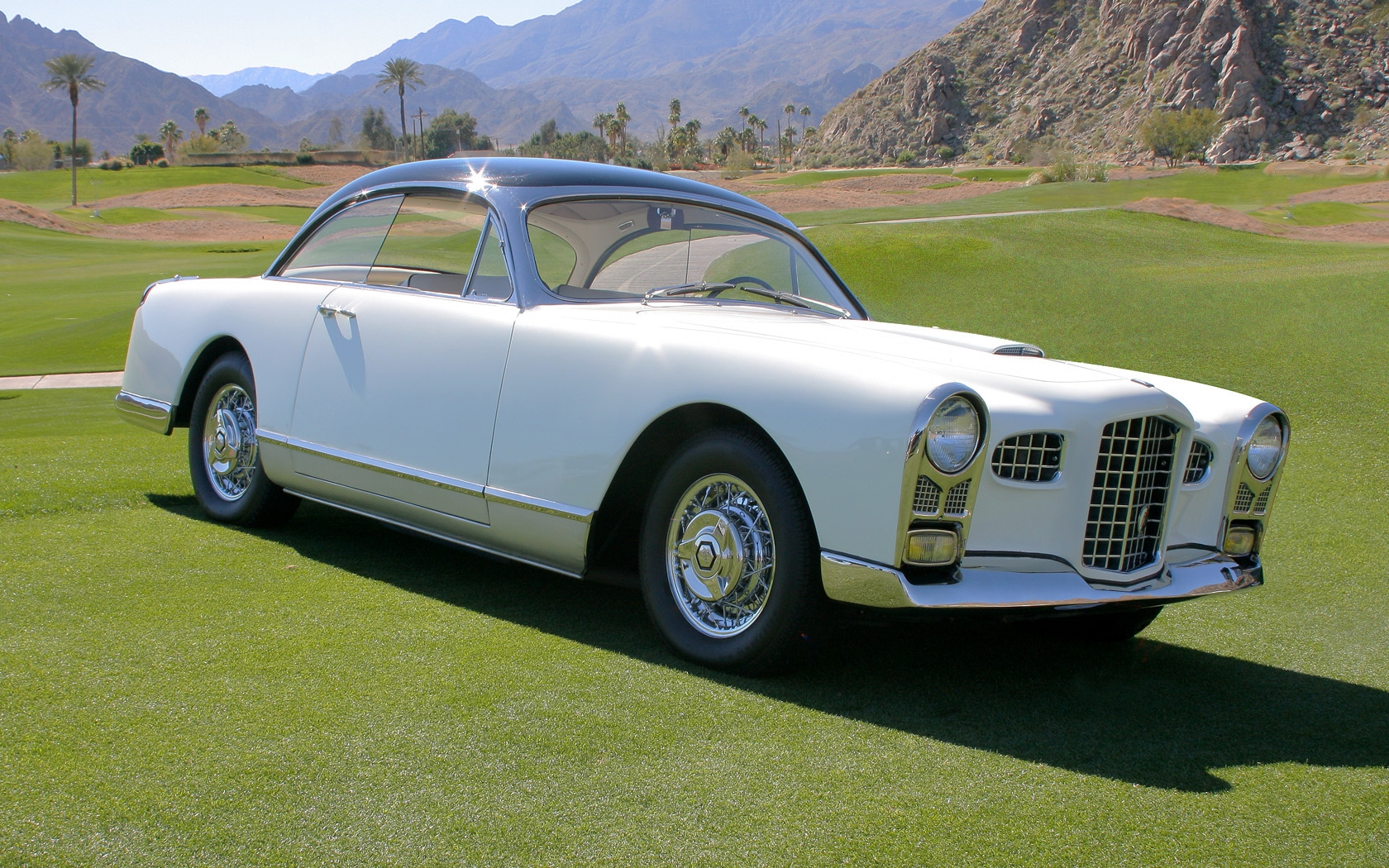
Facel Vega FV1

Im April 1955 war der FV1 fertig, die erste Variante des FV. Seine wichtigste Neuerung befand sich unter der Motorhaube, wo nun ein Motor mit 4770 cm³ Hubraum arbeitete, der 200 PS (147 kW) entwickelte. Die Höchstgeschwindigkeit des Wagens stieg auf 198 km/h. Neben dem Handschaltgetriebe aus französischer Fertigung gab es auf Wunsch auch das Automatikgetriebe Chrysler PowerFlyte.
Der FV1 wurde Ende November 1955 in 32 Exemplaren gefertigt, davon 25 Coupés und 7 Cabriolets.

### FV2

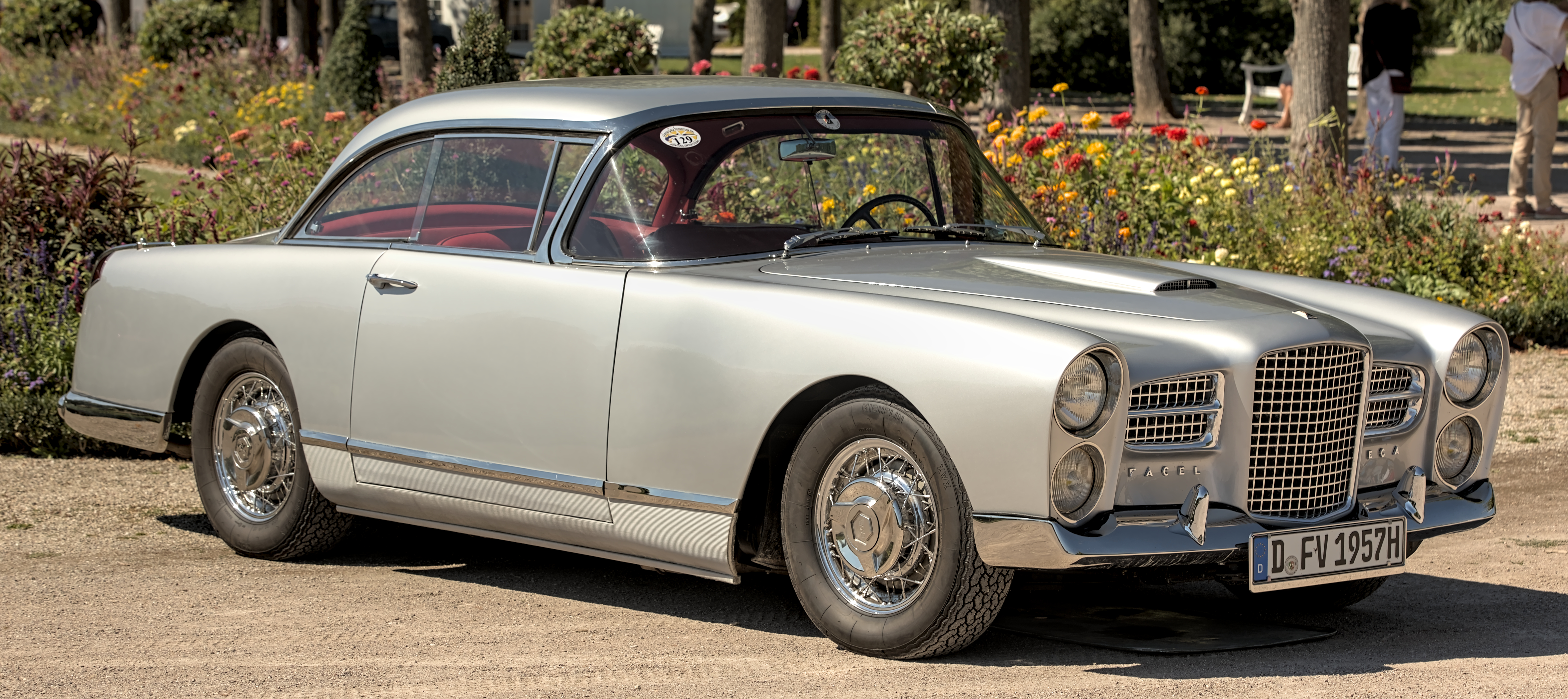
Facel Vega FV2

Im November 1955 wurde der FV2, eine weitere Variante des FV, vorgestellt. Durch höhere Verdichtung und einen größeren Vergaser stieg die Motorleistung auf 250 PS (184 kW) bei 4400/min. Die Höchstgeschwindigkeit des Wagens lag bei 202 km/h.
Der FV2 wurde 30 Mal verkauft, fast immer als Coupé. Nur ein Cabriolet wurde hergestellt; es entstand für Jean Daninos’ Ehefrau Andrée. Es wurde im Oktober 1955 auf dem Pariser Autosalon vorgestellt, im März 1956 erfolgte die Erstzulassung. Im gleichen Jahr erschien das Cabriolet in dem Spielfilm Die große und die kleine Welt (The Ambassador’s Daughter). Dort wurde es von Olivia de Havilland gefahren. Nach einigen Eigentümerwechseln stand es Anfang 2013 in Großbritannien zum Verkauf.

### FV2B

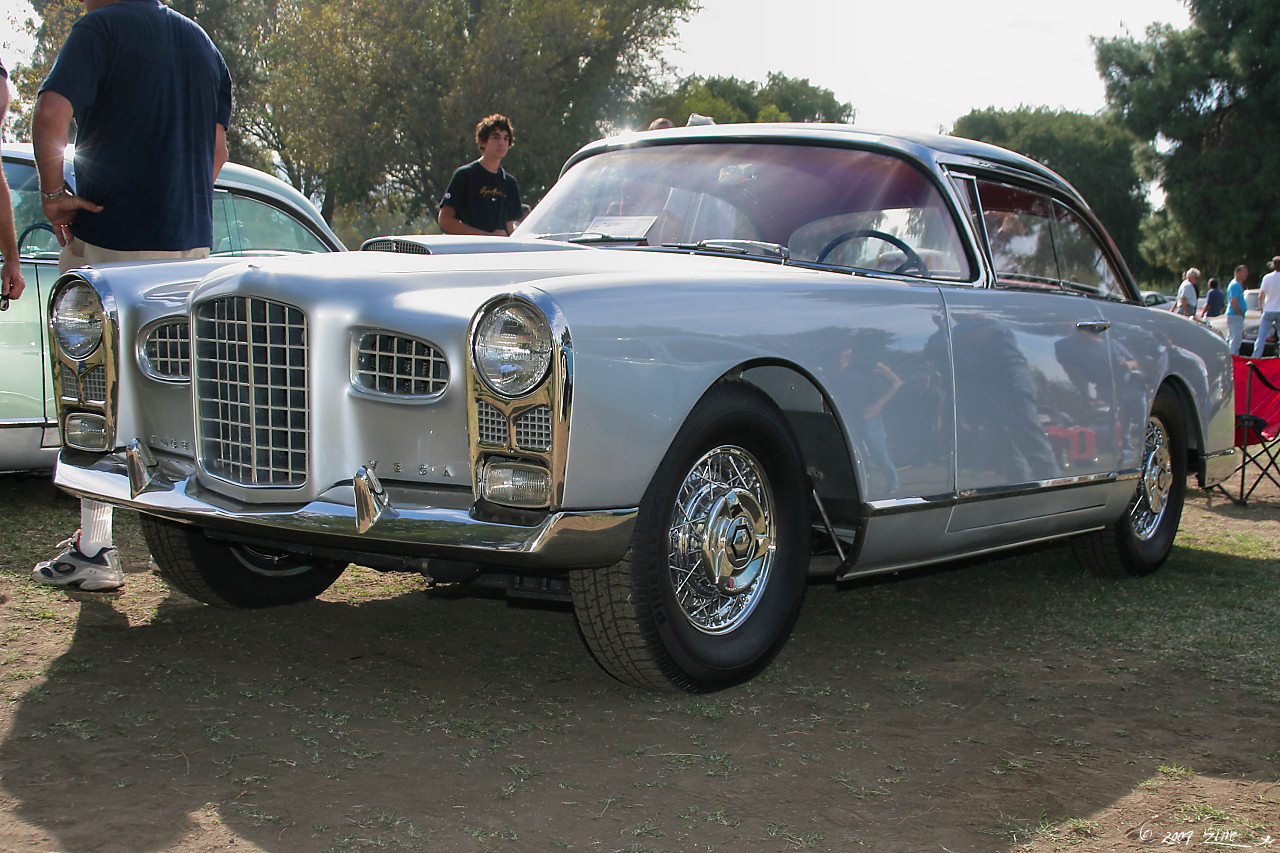
Facel Vega FV2B

Auf den FV2 folgte der FV2B, eine weitere Variante des FV. Er hatte einen neuen Motor mit 5413 cm³ Hubraum und einer Höchstleistung von 285 PS (210 kW). Die Höchstgeschwindigkeit fiel aber wieder leicht auf 198 km/h zurück, einen Wert, den auch der FV1 erreichte. Die Bremsanlage erhielt eine Servounterstützung. Auch diese Variante wurde kurzfristig, im November 1956, zum Verkauf angeboten. Es entstanden 73 Exemplare.

### FV3

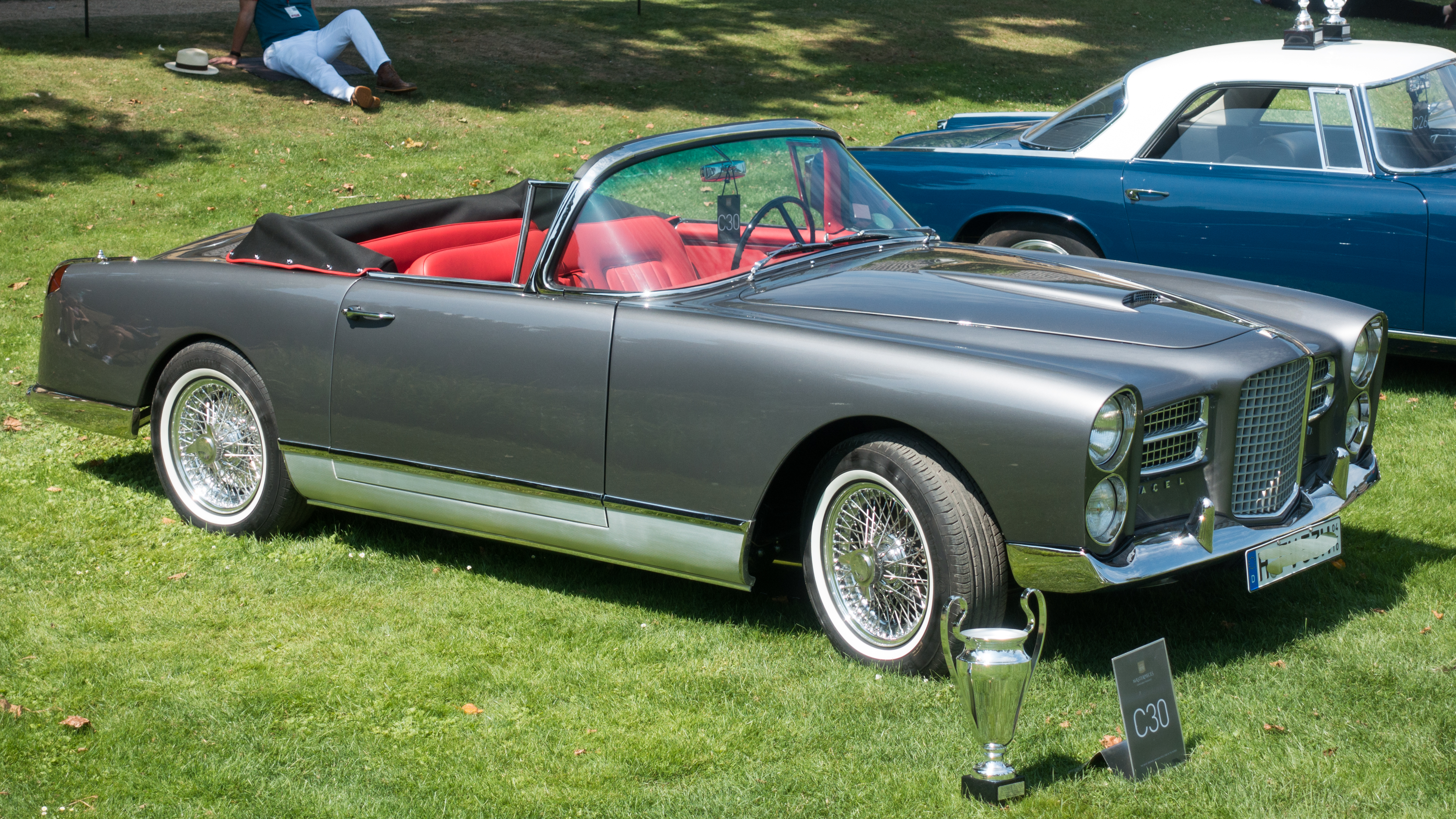
Facel Vega FV3

Von November 1956 bis Juli 1957 wurde der FV3 angeboten, dessen Mechanik jener des FV1 entsprach und somit 200 PS (147 kW) entwickelte. Die Fahrleistungen des Wagens entsprachen denen des gleich starken FV1.

### FV3B
Im März 1957, als noch der FV3 zum Verkauf stand, kam der FV3B heraus, der von einem 4940-cm³-Motor mit 253 PS (186 kW) bei 4600/min angetrieben wurde. Die Höchstgeschwindigkeit lag bei 203 km/h.
Es war die meistverkaufte Variante des FV, von der 91 Exemplare entstanden, alle nur Coupés. Die Produktion endete im Juli 1958.
Albert Camus verunglückte am 4. Januar 1960 als Beifahrer in einem FV 3B auf dem Weg von der Provence nach Paris tödlich.

### FV4
Gleichzeitig mit dem FV3B kam auch der FV4 als letzte Variante des FV auf den Markt. Sie war in zwei Motorisierungsvarianten erhältlich: entweder einem 5798 cm³ großen Motor, der 300 PS (221 kW) entwickelte, oder einem mit 6430 cm³ Hubraum und 325 PS (239 kW).
In beiden Fällen erreichten die Wagen eine Höchstgeschwindigkeit von 229 km/h.
Der FV4 wurde aber bereits im Februar 1958 aus der Produktion genommen. 68 Exemplaren waren bis dahin entstanden, ebenfalls ausschließlich Coupés.

## Nachfolger
Damit war der FV3 praktisch der letzte gefertigte FV. Nachfolger war der HK 500.